# Petőfi Zoltán
Petőfi Zoltán (Debrecen, 1848. december 15. – Pest, Józsefváros, 1870. november 5.) színész, költő, műfordító, Petőfi Sándor és Szendrey Júlia fia.

## Élete

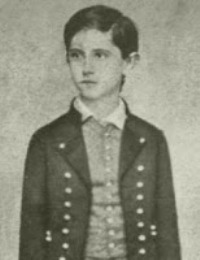
Petőfi Zoltán gyermekkori képe

Petőfi Zoltán kilenc hónappal az 1848–49-es forradalom és szabadságharc kirobbanása (március 15.) után, december 15-én született Debrecenben. Az evangélikus – római katolikus vegyes házasságból született gyermek édesanyja vallását kapta, katolikusnak keresztelték. Keresztszülei Arany János és neje, Ercsey Julianna voltak. Petőfi Sándor halála után Erdődön, a nagyapjánál, majd Pesten, a mostohaapjánál, Horvát Árpád történésznél nevelkedett. Gyámja 1869-ig nagybátyja, Petőfi István volt.
1865-től Szarvason járta felsőbb iskoláit az evangélikus főgimnáziumban. 1867-ben csatlakozni akart egy vándorszínész csapathoz, azonban Csaby Imre igazgató nem vette fel; a dolgot viszont elmondta Tatay István gimnáziumi igazgatónak, aki megleckéztette Zoltánt. Innen a fiú a szomszédos Mezőtúrra vándorolt, és beállt az ott működő társulatba. A hetedik osztályt év közben el kellett hagynia, mert nagybátyja magához vitte Csákóra, hogy magántanulóként folytassa tanulmányait, s második félévre be is íratta Pesten magántanulónak, hogy befejezhesse elmaradt vizsgáit.
1867. április 20-án Zoltán Csákóról Debrecenbe ment, ahol Lángh Boldizsár igazgatónál színésznek állt, mindössze 30 forint havi fizetésért. 1868-ban Kocsisovszky Jusztinnál lépett fel Szegeden. Azonban gyakorta átaludta a próbákat; az igazgató csupán azért nézte ezt el neki, mert Petőfi Sándor fia volt. Gyenge képességei és fátyolos hangja miatt csak kisebb szerepeket kapott, csupán egyszer, a Brankovics Györgyben a fiatalabb fiút alakítva jutott nagyobbhoz.
A versírással is próbálkozott; egy tucatnyi műve maradt csak fent.
De meguntam már e hitvány életet!
Hiszen nekem nincs is senkim, ki szeret;
Te vagy, kis lány, te vagy magad egyedül,
Kinek szivén, sorsom miatt bánat ül.
De nincsen is a világon senki sem,
Kiért olyan hőn dobogna fel szivem,
Mint dobog fel az teérted, szép leány,
Akinél nincs kedvesebbem, csak hazám!
És még te vagy, hű barátom, ki szeret,
Ki fönntartja én bennem még a hitet;
Ne volnátok, ma megásnám síromat,
Eltemetném velem együtt kínomat.
(Búdal, Csákó, 1864. november 28.)
Szegedi tanulmányai alatt a Serház utcában lakott, a későbbi Ipar utcában, abban a házban, ahol Juhász Gyula született és élt. Baranyai Zsigmond volt az iskolaigazgatója, Gyalókay Ferenc az osztályfőnöke. Jól beszélt franciául, fordításból tartotta fenn magát.
Szeretett mulatni, inni, kedvelte a szép lányokat, pedig gyenge fizikuma nem jól viselte ezt az életvitelt.
Szeged-Felsővárosban két szerelme volt, az egyiket Ábrahám Liszkának hívták, a másik meg egy szatócs lánya volt. De a színésznők sebezték meg legjobban a szívét. Elsősorban egy primadonnáért rajongott, aki Kocsisovszky Jusztin színigazgató lánya volt. Kocsisovszky Borcsáék a Nádor utcában laktak. Zoltán odavolt a lányért, mindig ott ólálkodott az ablakuk alatt; hallgatta a zongoraszót meg Borcsa igéző hangját. Azt a kevés verset, amit írt, Borcsához írt; az egyik így szól:
Itt sétálok, itt bolyongok
Ablakodnál minden este,
De csak árnyékodat látom
A szobád falán lefestve.
Tegnap is, hogy erre jártam,
Köszöntem, de nem fogadtad,
Pedig ilyenkor a hű szív
Banatában meghasadhat.
Kocsisovszky Borcsa alig vette észre a kis diákot és később Molnár György színész felesége lett, együtt játszottak a Nemzeti Színházban. Zoltán a Nádor utca túloldalán lakott, szemközt Borcsáék ablakával. Egy szép, fekete göndör hajú kóristalánnyal vigasztalódott, Bereznay Katicával. A színésznők közel hozták a színházhoz, és mintha atyjának sorsa kísértette volna, végzetszerűen kezdett lelkesülni a színészpályáért.

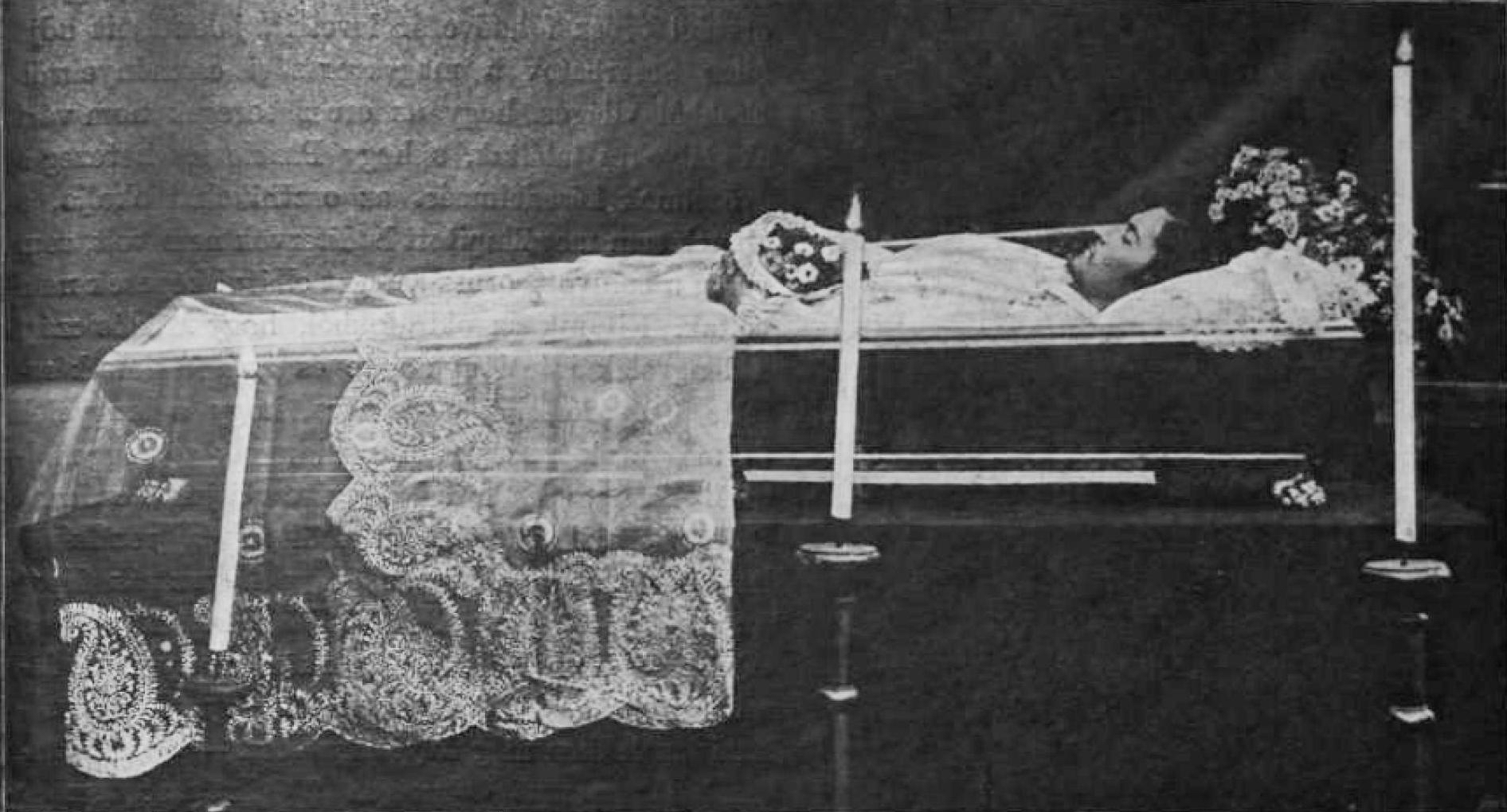
A ravatalon

Gyengélkedő szervezete hamarosan veszélyesen megbetegedett. Rokonoknál, majd külföldi fürdőkben keresett gyógyulást. Életének utolsó nyarát Gleichenbergben töltötte, ahonnan kissé megerősödve tért haza Pestre, ám 1870. november 5-én reggel 7 órakor, élete 22. évében meghalt tüdőbajban. Gyászjelentését halála előtt két évvel ő maga készítette el Csákón. 1870. november 6-án délután helyezték örök nyugalomra a Kerepesi temetőben, édesanyja mellett. Földi maradványait a Petőfi Társaság 1908. október 24-én exhumáltatta, és anyja koporsójában, a Petőfi-család közös sírjában helyezték el, ugyanabban a sírkertben.
Alakját Zoltánka címmel Krúdy Gyula vitte színre; a Magyar Színház 1913. november 15-én mutatta be Törzs Jenő főszereplésével.

## Művei

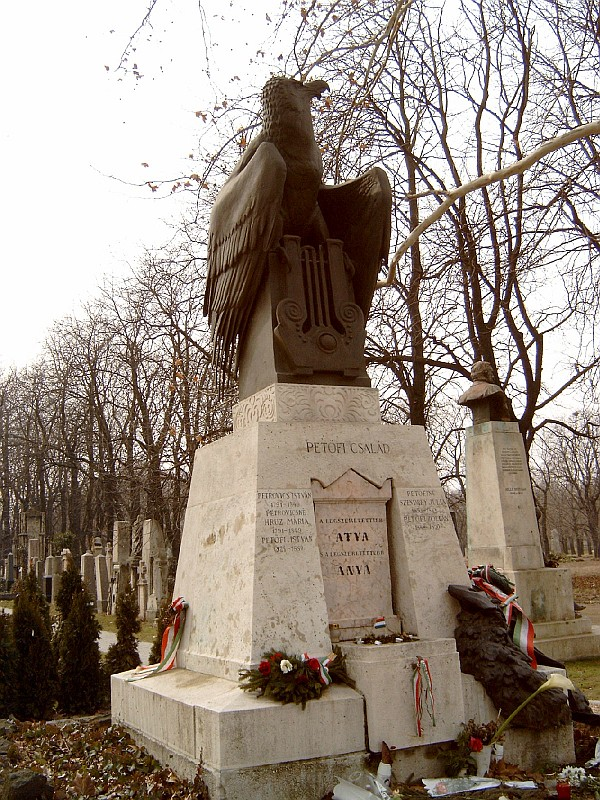
Családi sírboltja

- Költeményeiből megjelent a Vasárnapi Ujságban (1870. fordítás franciából), a Szilágyban (1884. 41. sz. levele és három költeménye 1864-ből), az Egyetértésben (1898, 328. szám, Bucsú és Szalay halálára című költemények); Kéry Gyula hátrahagyott kézirataiból közölt a Magyar Szalon XXXVIII. kötetében.
- Madame Girardin Lady Tartuffe című színművét magyarra fordította, ez kéziratban maradt.
- Féltestvéreivel, Horvát Attilával és Horvát Árpáddal folytatott levelezése Gyimesi Emese Gyermekszemmel Szendrey Júlia családjában – Szendrey Júlia, Petőfi Zoltán, Horvát Attila, Árpád és Ilona gyermekkori levelei, versei és játékai 1840 – 1870 című kötetében jelent meg 2019-ben.

## A Petőfi–Horvát–Gyulai családok kapcsolata
| Petrovics István (1791–1849) | Petrovics István (1791–1849) | Petrovics István (1791–1849) | Petrovics István (1791–1849) | Petrovics István (1791–1849) | Petrovics István (1791–1849) |  |  | Hrúz Mária (1791–1849)    | Hrúz Mária (1791–1849)    | Hrúz Mária (1791–1849)    | Hrúz Mária (1791–1849)    | Hrúz Mária (1791–1849)    | Hrúz Mária (1791–1849)    |                           |                           |                            |                            |                            |                            | Horvát István (1784–1846)  | Horvát István (1784–1846)  | Horvát István (1784–1846) | Horvát István (1784–1846) | Horvát István (1784–1846)    | Horvát István (1784–1846)    |                              |                              | Szepessy Karolina             | Szepessy Karolina             | Szepessy Karolina             | Szepessy Karolina             | Szepessy Karolina             | Szepessy Karolina             |                           |                           | Szendrey Ignác (1800–1895) | Szendrey Ignác (1800–1895) | Szendrey Ignác (1800–1895) | Szendrey Ignác (1800–1895) | Szendrey Ignác (1800–1895) | Szendrey Ignác (1800–1895) |                           |                           | Gálovics Anna (1805–1849)  | Gálovics Anna (1805–1849)  | Gálovics Anna (1805–1849)  | Gálovics Anna (1805–1849)  | Gálovics Anna (1805–1849)  | Gálovics Anna (1805–1849)  |                           |                           |                           |                           |                        |                        |                        |                        |  |  |  |  |  |  |  |  |  |  |  |  |  |  |  |  |  |  |  |  |  |  |  |  |  |  |  |  |
| Petrovics István (1791–1849) | Petrovics István (1791–1849) | Petrovics István (1791–1849) | Petrovics István (1791–1849) | Petrovics István (1791–1849) | Petrovics István (1791–1849) |  |  | Hrúz Mária (1791–1849)    | Hrúz Mária (1791–1849)    | Hrúz Mária (1791–1849)    | Hrúz Mária (1791–1849)    | Hrúz Mária (1791–1849)    | Hrúz Mária (1791–1849)    |                           |                           |                            |                            |                            |                            | Horvát István (1784–1846)  | Horvát István (1784–1846)  | Horvát István (1784–1846) | Horvát István (1784–1846) | Horvát István (1784–1846)    | Horvát István (1784–1846)    |                              |                              | Szepessy Karolina             | Szepessy Karolina             | Szepessy Karolina             | Szepessy Karolina             | Szepessy Karolina             | Szepessy Karolina             |                           |                           | Szendrey Ignác (1800–1895) | Szendrey Ignác (1800–1895) | Szendrey Ignác (1800–1895) | Szendrey Ignác (1800–1895) | Szendrey Ignác (1800–1895) | Szendrey Ignác (1800–1895) |                           |                           | Gálovics Anna (1805–1849)  | Gálovics Anna (1805–1849)  | Gálovics Anna (1805–1849)  | Gálovics Anna (1805–1849)  | Gálovics Anna (1805–1849)  | Gálovics Anna (1805–1849)  |                           |                           |                           |                           |                        |                        |                        |                        |  |  |  |  |  |  |  |  |  |  |  |  |  |  |  |  |  |  |  |  |  |  |  |  |  |  |  |  |
|                              |                              |                              |                              |                              |                              |  |  |                           |                           |                           |                           |                           |                           |                           |                           |                            |                            |                            |                            |                            |                            |                           |                           |                              |                              |                              |                              |                               |                               |                               |                               |                               |                               |                           |                           |                            |                            |                            |                            |                            |                            |                           |                           |                            |                            |                            |                            |                            |                            |                           |                           |                           |                           |                        |                        |                        |                        |  |  |  |  |  |  |  |  |  |  |  |  |  |  |  |  |  |  |  |  |  |  |  |  |  |  |  |  |
|                              |                              |                              |                              |                              |                              |  |  |                           |                           |                           |                           |                           |                           |                           |                           |                            |                            |                            |                            |                            |                            |                           |                           |                              |                              |                              |                              |                               |                               |                               |                               |                               |                               |                           |                           |                            |                            |                            |                            |                            |                            |                           |                           |                            |                            |                            |                            |                            |                            |                           |                           |                           |                           |                        |                        |                        |                        |  |  |  |  |  |  |  |  |  |  |  |  |  |  |  |  |  |  |  |  |  |  |  |  |  |  |  |  |
|                              |                              |                              |                              |                              |                              |  |  |                           |                           |                           |                           |                           |                           |                           |                           |                            |                            |                            |                            |                            |                            |                           |                           |                              |                              |                              |                              |                               |                               |                               |                               |                               |                               |                           |                           |                            |                            |                            |                            |                            |                            |                           |                           |                            |                            |                            |                            |                            |                            |                           |                           |                           |                           |                        |                        |                        |                        |  |  |  |  |  |  |  |  |  |  |  |  |  |  |  |  |  |  |  |  |  |  |  |  |  |  |  |  |
| Petőfi István (1825–1880)    | Petőfi István (1825–1880)    | Petőfi István (1825–1880)    | Petőfi István (1825–1880)    | Petőfi István (1825–1880)    | Petőfi István (1825–1880)    |  |  | Petőfi Sándor (1823–1849) | Petőfi Sándor (1823–1849) | Petőfi Sándor (1823–1849) | Petőfi Sándor (1823–1849) | Petőfi Sándor (1823–1849) | Petőfi Sándor (1823–1849) |                           |                           | Szendrey Júlia (1828–1868) | Szendrey Júlia (1828–1868) | Szendrey Júlia (1828–1868) | Szendrey Júlia (1828–1868) | Szendrey Júlia (1828–1868) | Szendrey Júlia (1828–1868) |                           |                           | id. Horvát Árpád (1820–1894) | id. Horvát Árpád (1820–1894) | id. Horvát Árpád (1820–1894) | id. Horvát Árpád (1820–1894) | id. Horvát Árpád (1820–1894)  | id. Horvát Árpád (1820–1894)  |                               |                               | Szendrey Gyula (?–1850)       | Szendrey Gyula (?–1850)       | Szendrey Gyula (?–1850)   | Szendrey Gyula (?–1850)   | Szendrey Gyula (?–1850)    | Szendrey Gyula (?–1850)    |                            |                            |                            |                            |                           |                           | Szendrey Mária (1838–1866) | Szendrey Mária (1838–1866) | Szendrey Mária (1838–1866) | Szendrey Mária (1838–1866) | Szendrey Mária (1838–1866) | Szendrey Mária (1838–1866) |                           |                           | Gyulai Pál (1826–1909)    | Gyulai Pál (1826–1909)    | Gyulai Pál (1826–1909) | Gyulai Pál (1826–1909) | Gyulai Pál (1826–1909) | Gyulai Pál (1826–1909) |  |  |  |  |  |  |  |  |  |  |  |  |  |  |  |  |  |  |  |  |  |  |  |  |  |  |  |  |
| Petőfi István (1825–1880)    | Petőfi István (1825–1880)    | Petőfi István (1825–1880)    | Petőfi István (1825–1880)    | Petőfi István (1825–1880)    | Petőfi István (1825–1880)    |  |  | Petőfi Sándor (1823–1849) | Petőfi Sándor (1823–1849) | Petőfi Sándor (1823–1849) | Petőfi Sándor (1823–1849) | Petőfi Sándor (1823–1849) | Petőfi Sándor (1823–1849) |                           |                           | Szendrey Júlia (1828–1868) | Szendrey Júlia (1828–1868) | Szendrey Júlia (1828–1868) | Szendrey Júlia (1828–1868) | Szendrey Júlia (1828–1868) | Szendrey Júlia (1828–1868) |                           |                           | id. Horvát Árpád (1820–1894) | id. Horvát Árpád (1820–1894) | id. Horvát Árpád (1820–1894) | id. Horvát Árpád (1820–1894) | id. Horvát Árpád (1820–1894)  | id. Horvát Árpád (1820–1894)  |                               |                               | Szendrey Gyula (?–1850)       | Szendrey Gyula (?–1850)       | Szendrey Gyula (?–1850)   | Szendrey Gyula (?–1850)   | Szendrey Gyula (?–1850)    | Szendrey Gyula (?–1850)    |                            |                            |                            |                            |                           |                           | Szendrey Mária (1838–1866) | Szendrey Mária (1838–1866) | Szendrey Mária (1838–1866) | Szendrey Mária (1838–1866) | Szendrey Mária (1838–1866) | Szendrey Mária (1838–1866) |                           |                           | Gyulai Pál (1826–1909)    | Gyulai Pál (1826–1909)    | Gyulai Pál (1826–1909) | Gyulai Pál (1826–1909) | Gyulai Pál (1826–1909) | Gyulai Pál (1826–1909) |  |  |  |  |  |  |  |  |  |  |  |  |  |  |  |  |  |  |  |  |  |  |  |  |  |  |  |  |
|                              |                              |                              |                              |                              |                              |  |  |                           |                           |                           |                           |                           |                           |                           |                           |                            |                            |                            |                            |                            |                            |                           |                           |                              |                              |                              |                              |                               |                               |                               |                               |                               |                               |                           |                           |                            |                            |                            |                            |                            |                            |                           |                           |                            |                            |                            |                            |                            |                            |                           |                           |                           |                           |                        |                        |                        |                        |  |  |  |  |  |  |  |  |  |  |  |  |  |  |  |  |  |  |  |  |  |  |  |  |  |  |  |  |
|                              |                              |                              |                              |                              |                              |  |  |                           |                           |                           |                           |                           |                           |                           |                           |                            |                            |                            |                            |                            |                            |                           |                           |                              |                              |                              |                              |                               |                               |                               |                               |                               |                               |                           |                           |                            |                            |                            |                            |                            |                            |                           |                           |                            |                            |                            |                            |                            |                            |                           |                           |                           |                           |                        |                        |                        |                        |  |  |  |  |  |  |  |  |  |  |  |  |  |  |  |  |  |  |  |  |  |  |  |  |  |  |  |  |
|                              |                              |                              |                              |                              |                              |  |  |                           |                           |                           |                           | Petőfi Zoltán (1848–1870) | Petőfi Zoltán (1848–1870) | Petőfi Zoltán (1848–1870) | Petőfi Zoltán (1848–1870) | Petőfi Zoltán (1848–1870)  | Petőfi Zoltán (1848–1870)  |                            |                            | Horvát Attila (1851–1873)  | Horvát Attila (1851–1873)  | Horvát Attila (1851–1873) | Horvát Attila (1851–1873) | Horvát Attila (1851–1873)    | Horvát Attila (1851–1873)    |                              |                              | ifj. Horvát Árpád (1855–1887) | ifj. Horvát Árpád (1855–1887) | ifj. Horvát Árpád (1855–1887) | ifj. Horvát Árpád (1855–1887) | ifj. Horvát Árpád (1855–1887) | ifj. Horvát Árpád (1855–1887) |                           |                           | Horvát Viola (1857)        | Horvát Viola (1857)        | Horvát Viola (1857)        | Horvát Viola (1857)        | Horvát Viola (1857)        | Horvát Viola (1857)        |                           |                           | Horvát Ilona (1859–1945)   | Horvát Ilona (1859–1945)   | Horvát Ilona (1859–1945)   | Horvát Ilona (1859–1945)   | Horvát Ilona (1859–1945)   | Horvát Ilona (1859–1945)   |                           |                           |                           |                           |                        |                        |                        |                        |  |  |  |  |  |  |  |  |  |  |  |  |  |  |  |  |  |  |  |  |  |  |  |  |  |  |  |  |
|                              |                              |                              |                              |                              |                              |  |  |                           |                           |                           |                           | Petőfi Zoltán (1848–1870) | Petőfi Zoltán (1848–1870) | Petőfi Zoltán (1848–1870) | Petőfi Zoltán (1848–1870) | Petőfi Zoltán (1848–1870)  | Petőfi Zoltán (1848–1870)  |                            |                            | Horvát Attila (1851–1873)  | Horvát Attila (1851–1873)  | Horvát Attila (1851–1873) | Horvát Attila (1851–1873) | Horvát Attila (1851–1873)    | Horvát Attila (1851–1873)    |                              |                              | ifj. Horvát Árpád (1855–1887) | ifj. Horvát Árpád (1855–1887) | ifj. Horvát Árpád (1855–1887) | ifj. Horvát Árpád (1855–1887) | ifj. Horvát Árpád (1855–1887) | ifj. Horvát Árpád (1855–1887) |                           |                           | Horvát Viola (1857)        | Horvát Viola (1857)        | Horvát Viola (1857)        | Horvát Viola (1857)        | Horvát Viola (1857)        | Horvát Viola (1857)        |                           |                           | Horvát Ilona (1859–1945)   | Horvát Ilona (1859–1945)   | Horvát Ilona (1859–1945)   | Horvát Ilona (1859–1945)   | Horvát Ilona (1859–1945)   | Horvát Ilona (1859–1945)   |                           |                           |                           |                           |                        |                        |                        |                        |  |  |  |  |  |  |  |  |  |  |  |  |  |  |  |  |  |  |  |  |  |  |  |  |  |  |  |  |
|                              |                              |                              |                              |                              |                              |  |  |                           |                           |                           |                           |                           |                           |                           |                           |                            |                            |                            |                            |                            |                            |                           |                           |                              |                              |                              |                              |                               |                               |                               |                               |                               |                               |                           |                           |                            |                            |                            |                            |                            |                            |                           |                           |                            |                            |                            |                            |                            |                            |                           |                           |                           |                           |                        |                        |                        |                        |  |  |  |  |  |  |  |  |  |  |  |  |  |  |  |  |  |  |  |  |  |  |  |  |  |  |  |  |
|                              |                              |                              |                              |                              |                              |  |  |                           |                           |                           |                           |                           |                           |                           |                           |                            |                            |                            |                            |                            |                            |                           |                           |                              |                              |                              |                              |                               |                               |                               |                               | Gyulai Aranka (1859–1915)     | Gyulai Aranka (1859–1915)     | Gyulai Aranka (1859–1915) | Gyulai Aranka (1859–1915) | Gyulai Aranka (1859–1915)  | Gyulai Aranka (1859–1915)  |                            |                            | Gyulai Kálmán (1861–1897)  | Gyulai Kálmán (1861–1897)  | Gyulai Kálmán (1861–1897) | Gyulai Kálmán (1861–1897) | Gyulai Kálmán (1861–1897)  | Gyulai Kálmán (1861–1897)  |                            |                            | Gyulai Margit (1862–1885)  | Gyulai Margit (1862–1885)  | Gyulai Margit (1862–1885) | Gyulai Margit (1862–1885) | Gyulai Margit (1862–1885) | Gyulai Margit (1862–1885) |                        |                        |                        |                        |  |  |  |  |  |  |  |  |  |  |  |  |  |  |  |  |  |  |  |  |  |  |  |  |  |  |  |  |